# Vändkorset
Vändkorset är en roman av Elin Wägner från 1935.
I barndomen vistades Elin Wägner tidvis hos sina släktingar i Lammhult i Småland. 1923 köpte Wägner en tomt i Lilla Björka i Lammhult där hon lät bygga ett hus, som så småningom blev hennes hem. Handlingen i några av hennes berättelser fick anknytning till trakten där hon bodde.
1933 fick Wägner en förfrågan från Kooperativa Förbundets tidskrift Konsumentbladet (sedermera Vi) om en följetong. Hon accepterade men arbetet drog ut på tiden. I sin arbetsbok skrev Wägner:
Jag ville det skulle spegla sönderfallandet av en livsåskådning, hur kristendomen står kvar men under ytan dör den. Den är som ett ståtligt döende träd. En ny smålandstrakt. En möbelfrabrik mitt i skogarna, en liten värld, intresset för linjer, ytor, träslag, handaskicklighet, de framstående arbetarna.
Wägner ville skriva något som kunde intressera medlemmar av konsumentkooperationen, och romanen är centrerad kring en möbelfabrik i Gåtatorp. Fabriken är nära konkurs, men genom gemensamma ansträngningar kan de anställda ta över den. Uppslaget hämtade hon från Åby möbelfabrik i Tjureda, där de anställda hade tagit över driften.
Wägners intresse för trosfrågor gestaltades genom det äkta paret, prästen Malte Odelman och hans hustru läkaren Dagmar Udd. Odelman har en konservativ religiös syn och hoppas på en kristen väckelse à la Sellergren medan hans hustru står helt främmande för makens kristna tro.
Ekonomiskt blev boken en framgång för Wägner och den trycktes i flera upplagor. 1944 filmades romanen under titeln Vändkorset. Elin Wägners biograf Ulla Isaksson är dock kritisk och menar: "Trots den imponerande skicklighet med vilken intrigerna flätas, trots allvaret i människoskildringen och inte minst i de argument som växlas mellan vetenskap och religion, kan man inte med bästa vilja påstå att "Vändkorset" är en bra eller ens en lyckad Wägnerroman [...] Som roman vill boken för mycket på en gång."